# Взятие Зимнего дворца
Взятие Зимнего дворца — фильм, повествующий о штурме Зимнего дворца.

## О фильме
Фильм является экранизацией массового представления в Петрограде на площади Урицкого (так с октября 1918 года до января 1944 года называлась Дворцовая площадь), состоявшегося 7 ноября 1920 г. с участием артистов «Пролеткульта» и массовки из нескольких тысяч человек.
Фильм посвящён театрализованной постановке Н. Н. Евреинова, А. Р. Кугеля и Н. В. Петрова «Взятие Зимнего дворца», осуществленной в 1920 г. в праздник годовщины революции на Дворцовой площади, воспроизводящая события трехлетней давности. В постановке было задействовано около 10 тысяч исполнителей. Среди организаторов действа были композиторы Дмитрий Тёмкин и Гуго Варлих, художник Ю. Анненков.
Представление воспроизводило события Октябрьского революционного переворота. На Дворцовой площади было сооружено две площадки — «белая» и «красная». На «белой» площадке в комедийно-сатирической и пародийной форме инсценировались действия Временного правительства и буржуазии, а на «красной» протекала подготовка к Октябрьскому революционному перевороту. По окончании представления на площадках действие переносилось непосредственно на Дворцовую площадь. Она заполнялась участниками массового представления, революционными солдатами, моряками и пролетариями, которые провели «штурм» Зимнего дворца.
Историки искусства называют этот спектакль самым масштабным в истории человечества. Грандиозный художественный вымысел о героическом штурме Зимнего дворца пришёлся ко двору в «поднимающемся с колен» первом в мире социалистическом государстве. Театральное зрелище, мало похожее на реальные события штурма Зимнего дворца в октябре 1917 года, было взято на вооружение марксистско-ленинско-сталинской идеологией и после ретуши преобразовано в исторический факт октябрьской ночи 1917 года.